# تشارلز لوفتوس بيتس
تشارلز لوفتوس بيتس (بالإنجليزية: Charles Loftus Bates)‏ هو عسكري جنوب أفريقي، ولد في 1863، وتوفي في 1951.